# 阿武隈川
阿武隈川（日语：／ Abukumagawa */?）是日本一級水系阿武隈川水系的干流。阿武隈川全長239km，是東北地方僅次於北上川的第二長的河川。發源於福島縣那須岳。2011年因311地震核放射線影響，阿武隈川被禁漁10年，後於2021年4月重新開放。

## 地理

### 流域之市町村
福島縣
西白河郡西鄉村、白河市、西白河郡泉崎村、中島村、石川郡石川町、西白河郡矢吹町、石川郡玉川村、岩瀨郡鏡石町、須賀川市、郡山市、本宮市、安達郡大玉村、二本松市、福島市、伊達市、伊達郡桑折町、國見町
宮城縣
伊具郡丸森町、角田市、柴田郡柴田町、亘理郡亘理町、岩沼市

## 外部連結
- 国土交通省東北地方整備局 福島河川国道事務所
- あぶくま川の学校
- 阿武隈川のすべて
- 阿武隈川流域[永久]
- 東北農政局/阿武隈管内国営事業（かんがい排水、農地開発等）完了地区位置図 （页面存档备份，存于）